# Asikaga Takaudzsi
Asikaga Takaudzsi (japánul: 足利 尊氏, Hepburn-átírással: Ashikaga Takauji) (1305. augusztus 18. – 1358. június 7.) japán sógun, a Muromacsi-bakufu megalapítója. 1333-ban mint a Kamakura-bakufu hadvezérét Go-Daigo császár ellen küldték, de ő köpönyeget fordítva a „lázadó” uralkodó mellé állt, ám a kapott birtokadományokkal nem érve be, elfoglalta Kiotót, délre száműzte Go-Daigót, és trónra ültette az első északi császárt, aki 1336-ban sógunná nevezte ki őt. Takaudzsi mindemellett jámbor buddhista volt, ő építtette – Go-Daigo emlékére – a Tenrjúdzsi-templomot.